# Gallignana
Gallignana (in croato Gračišće; in veneto Gałignana) è un comune croato di 1 408 abitanti della Regione Istriana.

## Storia

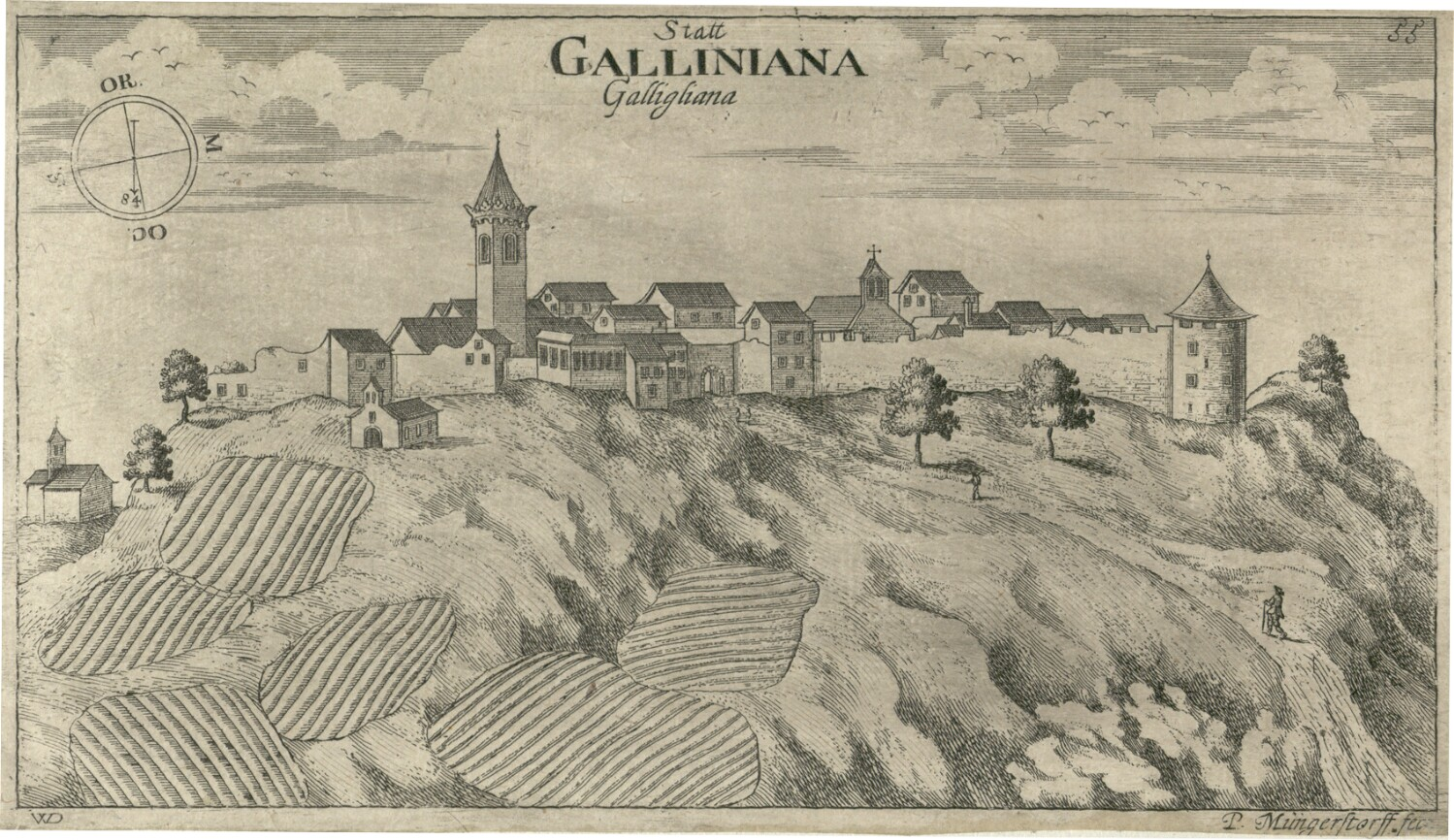
Veduta di Gallignana in un'incisione di Johann Weichart Valvasor risalente al 1679.

In corrispondenza dell'attuale centro di Gallignana, nella preistoria vi fu un castelliere di forma circolare, munito di una triplice cinta muraria, abitato dagli Histri. In seguito fu utilizzato a scopi difensivi da una popolazione veneto-illirica e dalla tribù celtica dei Secussi. In epoca romana divenne un castrum con il nome di Callinianum e tale rimase fino al VI secolo d.C., durante il quale fu invasa dagli Avari e dai Vendi, gli antichi sloveni.

Nell'alto medioevo l'abitato fu sotto la dominazione carolingia, poi degli imperatori germanici e dal XII secolo dei patriarchi di Aquileia, fino a quando non venne ceduta ai vescovi di Pedena.

Il feudo di Gallignana fu, inoltre, proprietà dei conti di Gorizia a partire dal XIII secolo e, nel 1342, i conti Alberto IV, Mainardo VII ed Enrico III di Lurn si suddivisero il territorio della Contea, assegnando il centro abitato, denominato Galiae dal 1199, alla Contea di Pisino. In quel periodo Gallignana divenne il centro più popoloso della contea (più dello stesso Pisino), come testimonia la presenza di ben sette chiese all'interno del borgo.

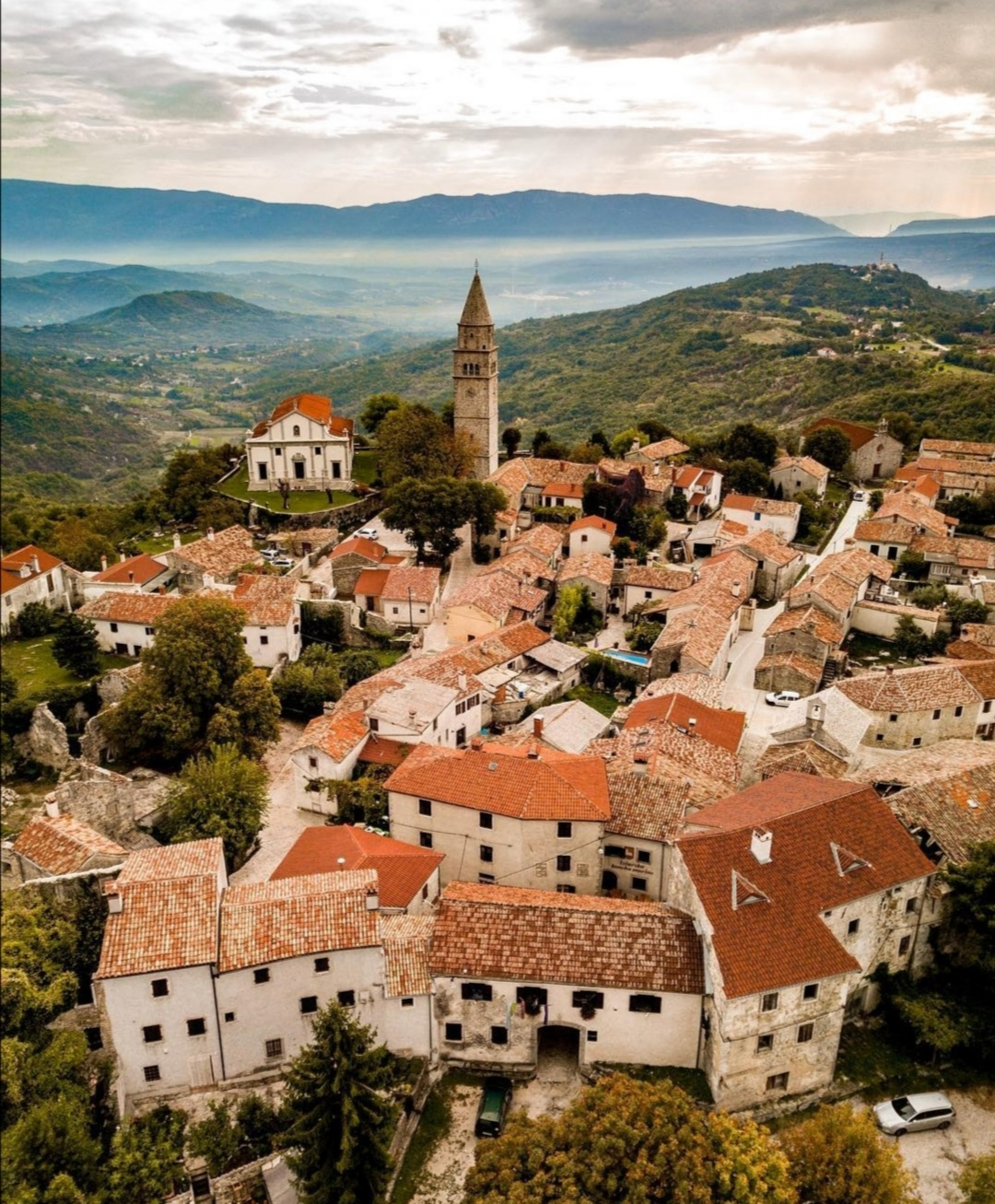
Veduta aerea di Gallignana

## Monumenti
Tra i monumenti di Gallignana si segnalano in particolare i seguenti:
- Chiesa parrocchiale dei Santi Vito, Modesto e Crescenzia (XVII sec.)
- Chiesa di Sant'Eufemia (XIV sec.)
- Chiesa di San Pancrazio (XIV sec.)
- Chiesetta della Madonna in Piazza (XV sec.)
- Cappella di Sant'Antonio (XIV sec.)
- Palazzo Salamon (XVI sec.), fatto erigere dall'omonima famiglia patrizia veneziana

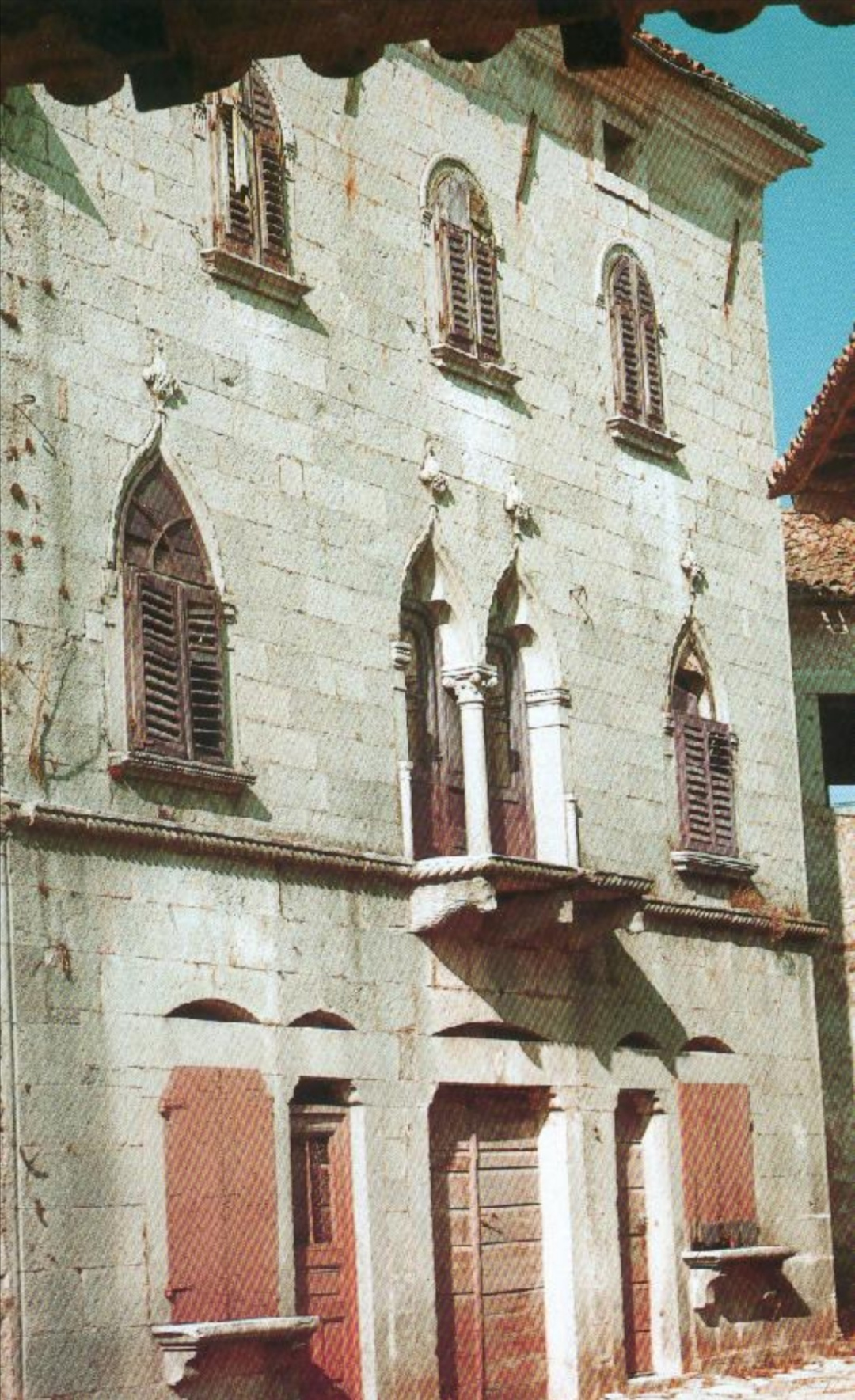
Palazzo Salamon - XVI sec. (in stile gotico veneziano)

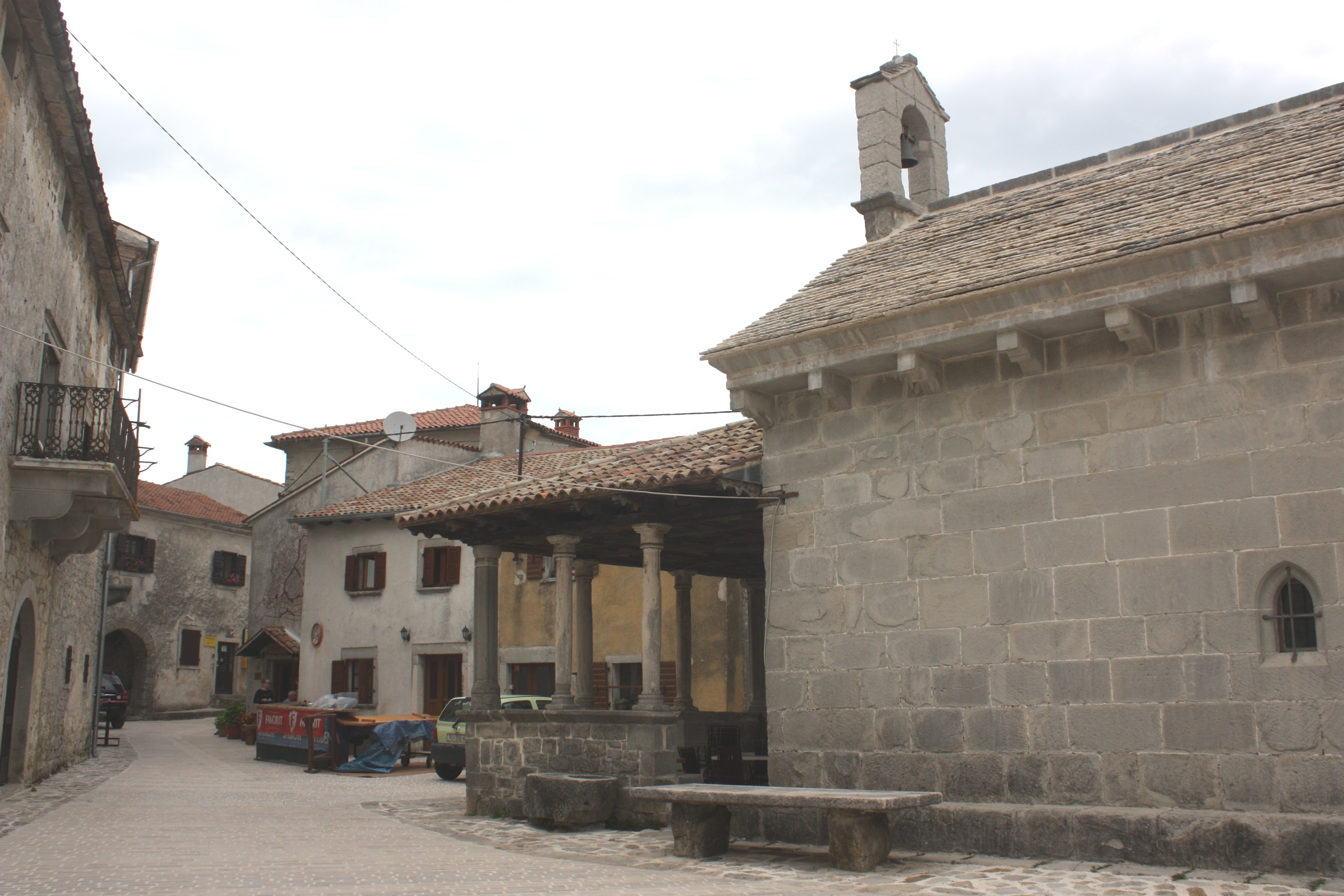
La piazza (Plac) con la Chiesetta della Madonna

## Località
Il comune di Gallignana è diviso in 7 insediamenti (naselja):
| - Batlugo (Batlug) - Basgali (Bazgalji) - Caligari (Jakačići) - Gallignana (Gračišće), sede comunale - Maddaleni (Mandalenčići) - Montemillotti (Milotski Breg) - Scopliaco (Škopljak) |

## Società

### Evoluzione demografica
Abitanti censiti

### Etnie e minoranze straniere
Il 31 dicembre 1900 l'area di Gallignana (Gračišće), allora appartenente al comune di Pisino (di 16.016 abitanti), risultava composta da 1.892 residenti, di cui il 98,28% (pari a 1.860 unità) si dichiarava serbo-croato e solo l'1,72% (pari a 32 unità) era di madrelingua italiana.
Secondo il censimento del 1921, la popolazione era così etnicamente suddivisa:
| Paese      | italiani | croati | sloveni |
| ---------- | -------- | ------ | ------- |
| Gallignana | 519      | 898    | 978     |
| Scopliaco  | 0        | 200    | 0       |

### La presenza autoctona di italiani
È presente una piccola comunità di italiani autoctoni che rappresentano una minoranza residuale di quelle popolazioni italofone che abitarono per secoli la penisola dell'Istria e le coste e le isole del Quarnaro e della Dalmazia, territori che appartennero alla Repubblica di Venezia. La presenza degli italiani a Gallignana è drasticamente diminuita in seguito all'esodo giuliano dalmata, che avvenne dopo la seconda guerra mondiale e che fu anche cagionato dai "massacri delle foibe".
Secondo i censimenti ufficiali croati del 2001 e del 2011 gli abitanti di madrelingua italiana nel comune erano rispettivamente lo 0,28% e lo 0,21%.

### Lingue e dialetti
| %      | Ripartizione linguistica (gruppi principali) |
| ------ | -------------------------------------------- |
| 99,16% | madrelingua croata                           |
| 0,28%  | madrelingua italiana                         |
| 0,14%  | madrelingua russa                            |
| 0,21%  | madrelingua slovena                          |

| %      | Ripartizione linguistica (gruppi principali) |
| ------ | -------------------------------------------- |
| 99,30% | madrelingua croata                           |
| 0,21%  | madrelingua italiana                         |
| 0,14%  | madrelingua russa                            |
| 0,07%  | madrelingua slovena                          |